# John Boehner
John Boehner ([ˈbeɪnər]IPA; * 17. listopadu 1949, Reading) je americký politik za Republikánskou stranu, který sloužil jako 61. předseda Sněmovny reprezentantů mezi lety 2011–2015. Od února 2006 do ledna 2007 byl vůdcem většiny Sněmovny reprezentantů a od ledna 2007 pak vůdcem její menšiny.

## Biografie
Narodil se ve městě Reading v Ohiu do rodiny Mary Anne a Earla Henryho Boehnerových jako druhé ze dvanácti dětí. Po celý život žil v jihozápadním Ohiu. V roce 1968 úspěšně odmaturoval na Cincinnati's Moeller High School a v době, kdy vrcholilo americké angažmá ve válce ve Vietnamu se přihlásil k námořnictvu. Po osmi týdnech však byl z lékařských důvodů se ctí propuštěn. V 70. letech pokračoval ve studiu na Xavier University, kde v roce 1977 získal úspěšně bakalářský titul. Po studiích nastoupil do společnosti Nucite Sales, která se zabývala obaly a plasty a postupem se vypracoval až na prezidenta společnosti.
Do politiky vstoupil v roce 1982, kdy se stal členem dozorčí rady Union Township v okrese Bustler, ve které působil dva roky. Následně byl v letech 1985 až 1990 členem Sněmovny reprezentantů státu Ohio. Členem americké Sněmovny reprezentantů je od roku 1990. Během svého působení ve funkci kongresmana se v roce 1994 podílel na sepsání tzv. Smlouvy s Amerikou (Contract with America), která Republikánské straně ve volbách téhož roku zajistila poprvé po čtyřech desetiletích většinu v Kongresu. Během svého působení ve Sněmovně reprezentantů navrhl řadu zákonů, mimo jiné například Pension Protection Act a sehrál významnou roli v přijetí zákona No Child Left Behind Act, týkajícího se vzdělání pro děti.
Dne 2. února 2006 byl zvolen vůdcem většiny Sněmovny reprezentantů. Poté, co Republikánská strana ve volbách v roce 2006 ztratila většinu ve Sněmovně reprezentantů, byl 4. ledna 2007 zvolen vůdcem menšiny této komory Kongresu.
Boehner rezignoval z funkce předsedy Sněmovny reprezentantů i na svůj mandát v říjnu 2015 kvůli odporu uvnitř republikánské kauzy.
V září 2016 Squire Patton Boggs, třetí největší lobbistická firma v USA, oznámila, že Boehner vstoupí do jejich firmy. Bylo také oznámeno, že Boehner se stane členem představenstva Reynolds American.